# 루커스 엔터테인먼트
루커스 엔터테인먼트(Lucas Entertainment)는 미국 뉴욕에 본사를 둔 게이 포르노 업체이다. 마이클 루커스에 의해 설립되었다.

## 같이 보기
- 포르노그래피